# Граи
Граи (от гръцки: Γραῖαι – старици) в древногръцката митология са трите дъщери на бурното море Форкис и Кето, сестри на горгоните, на дракона Ладон, и на Хесперидите.
Според Хезиод техните имена са Енио (Ενυώ), Пемфредо (Πεφρηδώ) и Дино/Дейно (δεινώ). Трите имали общо едно око и един зъб, с които си служели на смени. Съгласили се да помогнат на Персей да намери и убие горгоната Медуза, след като героят откраднал единствените им око и зъб. Показали му пътя и му дали в замяна на окото и зъба крилати сандали, вълшебна торба и невидимия шлем на бог Хадес (според друга версия тези предмети са дадени на Персей от нимфите и на връщане от пътуването си той им ги е върнал).